# Kolari
Kolari je obec na západě finského Laponska při hranici se Švédskem na řece Torniojoki.

Počet obyvatel obce je 3 908. Její rozloha je 2 618,26 km2, z čehož 55,57 km2 připadá na vodní plochy. Hustota zalidnění činí 1,5 obyvatele na km2. Místní železniční stanice je nejsevernější stanicí Finska. na území Kolari se nachází Ylläs, jedno z nejoblíbenějších lyžařských center Finska. Je zde také největší bažina ve Finsku s tisíciletým pralesem.

### Externí odkazy

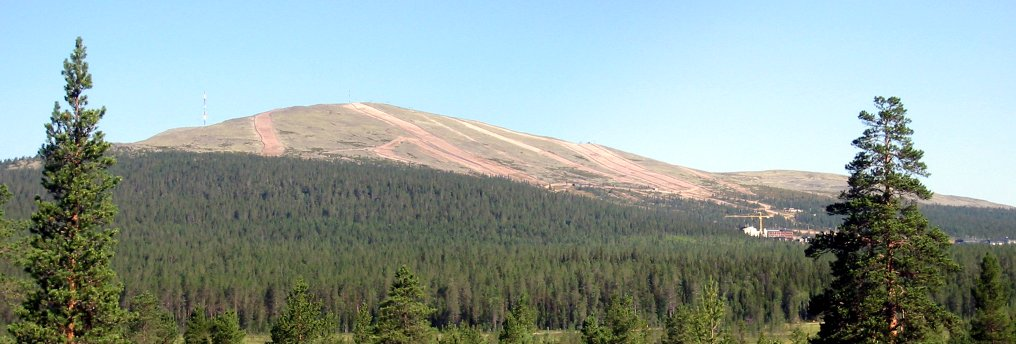
Hora Yllästunturi